# Ilha de Traill
A Ilha de Traill ou ilha Traill (em dinamarquês:  Traill Ø) é uma grande ilha desabitada ao leste da Gronelândia. O ponto mais alto da ilha tem 1884 metros de altitude. A ilha faz parte do Parque Nacional do Nordeste da Gronelândia. Com área de 3452 km², é a quarta maior ilha da Gronelândia,, depois da ilha principal homónima, da ilha Disko e da Terra de Milne, e a 152.ª maior ilha do mundo.
O seu nome é uma homenagem ao zoólogo escocês Thomas Stewart Traill (1781-1862).